# محوطه بخش‌آباد
محوطه بخش آباد مربوط به دوره ساسانیان - سده‌های اولیه دوران‌های تاریخی پس از اسلام است و در شهرستان دره‌شهر، بخش مرکزی، دهستان زرین دشت، ۷۵۰ متری شمال غرب روستای غارت مالگه واقع شده و این اثر در تاریخ ۲۶ دی ۱۳۸۶ با شمارهٔ ثبت ۲۰۶۵۱ به‌عنوان یکی از آثار ملی ایران به ثبت رسیده است.